# 成都东华门遗址
成都东华门遗址，是位于中国四川省成都市市中心青羊区东华门街，成都体育中心南侧的一处成都市历史上的综合性城市遗址群。包括汉魏六朝文物、隋唐摩诃池遗址、唐代庭院遗址、宋代拼花散水小径、明代蜀王府内河道等历史遗迹的综合性城市建筑遗址。
东华门遗址所在的天府广场这一片区域自秦代筑大城以来就是成都城市的中心。成都大城修由张仪在前311年所建。据成都博物院副院长江章华说成都的战国时期的遗迹大体上位于老城区东北方向，而唐宋及以后的遗迹则分别在城区内，如2007年10月在江南馆街北侧发掘出的唐宋街坊遗址，同样也发掘出了唐宋成都市的一些主次街道、房屋和排水渠。历史上，这一中心区域也曾是多次成都遭受外来入侵或变革的首当其冲之地，如明末大西政权建立时蜀王府曾被夷为平地。
成都东华门街源自清代，清朝时在原蜀王府址效仿京城建造了贡院，其中一门名叫东华门，这便是东华门街的来历。2003年成都街道扩建把东华北街和东华南街以及靠近的一些街道合并，形成如今的东华门街，是今成都市体育中心的外围街道。
遗址在2013年10月进行考古发掘，初期称作后子门成都体育中心遗址，10个月后被命名为东华门遗址。在遗址保护论证会上提出了建遗址公园或遗址博物馆。在2015年成都市规划局完成了对遗址公园的概念规划，将其命名为“蜀都遗址公园”，面积约0.5平方公里。市文物考古研究院副院长蒋成表示待遗址西面发掘完成后，会出台完整的遗迹保护方案。2019年，东华门遗址被四川省人民政府公布为第九批省级文物保护单位。

## 遗址内容

### 隋代摩诃池
摩诃池始建于隋代，为古成都城的著名风景名胜。根据《成都城坊古迹考》摩诃池为隋蜀王所建子城南、明蜀王府所在地，位于今天的成都人民南路之四川科技馆及其四周一带。2014年8月18日成都文物考古研究所将摩诃池的范围初步界定：“南在今天府广场西侧，成都博物馆新址、西御街一线；北达今羊市街、西玉龙街一线。西界约在今东城根街一线，而东南界的范围不超过在建的四川大剧院工地。”
公元586年，隋蜀王杨秀在修筑成都子城时取土时形成。唐《成都记》载曾有一僧人路过见此人工湖，认为其中有青龙，便用梵语称此为“摩诃宫毗罗”，此人工湖因此而得名“摩诃池”。摩诃池形成初期湖面积为500亩，成为当时蜀王的游宴取乐的场所。唐代时引入郫江（府河前身）、解玉溪（锦江区内，已断流）二水注入，水量变得充沛；在五代十国时期前蜀永平五年（公元915年），王建立国于成都，摩诃池成为皇家的园林，并易名为龙跃池，后蜀时也几经扩建，摩诃池面积达到1000亩左右，北界达到今正府街。在此之前孟昶环城广重芙蓉，成都别称蓉城也是在这一时期得名:61。摩诃也经经历过多次回填，五代到两宋湖泊面积不断减小，在宋元战争期间成都的水利设施遭到了严重破坏。明代初期的1385年蜀王朱椿曾填平半个摩诃池来修建宫殿:62，明代晚期以后逐渐消失，清康熙四年（公元1665年）在明蜀王府废墟上又兴建起贡院，至此湖泊仅剩西北一隅。民国三年（公元1914年）湖泊彻底消失，成为演武场。
2013年10月成都市文物考古研究所对“成都体育中心整体提升改造项目”工地展开正式的发掘工作，三个月的发掘期间摩诃池东南角显露出来，并发现了摩诃池东南角发现唐代的湖边小径，由鹅卵石简单铺成，宽约1米；位于同一处的还有宋代小径，由鹅卵石拼成花朵造型，相比唐代小径更为华丽，以及发掘出明代蜀王府通往湖边的两米宽的青砖路踏道。

### 唐代庭院
唐代庭院遗址发掘位置位于东华门街18号，为唐代的庭院以及许多个朝代的瓷器等物品，发掘总面积达3200平方米。
遗址范围内发掘出唐代建筑基址、排水沟等附属物多处，并且出土有唐代到五代时期的陶器、瓷器。发掘出的唐代院落主体呈近似的正方形，南北长18米，东西宽17米，总占地面积300余平方米，估计为官府或衙署建筑；建筑为砖砌，拼叠而成花草、菱形纹等图案。遗址中清理出两口唐宋时期水井。从用砖考究推测其地位较高，如官府或衙署建筑等。该处建筑经历过多次增补扩建，至北宋初年前后废弃。

### 明蜀王府与河道
明蜀王府，即明代成都的“皇城”，位于现成都市中心天府广场一带。公元1371年朱元璋之子朱椿被封为“蜀王”，之后在前后蜀王宫的废墟上修建了蜀王府，建筑坐北朝南。今四川科技馆前毛泽东塑像塑像所立处为明蜀王城南端的承运门，东、北、西由御河环绕，砖城周围五里，高三丈九尺。城下蓄水为濠。外设萧墙，周围九里，高一丈五尺。
2014年5月，成都东华门遗址处发掘出红砂石砌成的壕沟，后确认为人工河道。河道东西向长70米，南北向长45米，大约3米宽，两侧由红砂石整砌护堤，高1米。河道护堤旁筑有工整的平台，推测为观景平台之用；同时还有通往摩诃池旁边的踏道，为约两米宽的青砖路。
发掘中还清理出大量明蜀王府的陶瓷器件，主要为瓦当、生活器皿等。这些瓷器中包括五爪龙纹、白釉黑彩的瓷碗，以及带有凤纹和缠枝莲花纹的由官窑景德镇的青花瓷碗碟瓷器，甚至还包括一件由中东地区进口的苏麻离青制成的青花瓷。。

## 发掘过程
2013年，成都体育中心进行整体提升改造项目，原有体育中心东南侧的地面篮球体育公园和地下停车场进行整体改造。2013年10月，经过国家文物局的批准，成都市文物考古研究所配合该改造项目进行了抢救性考古发掘。
考古工作队在此处考古发掘过程中，先后发现了唐代建筑基址，疑似为官衙和庭院遗址；2014年5月前后发现了隋代摩诃池遗迹并首次确认了摩诃池东南部的走向、范围和堆积情况；2014年7月前后发掘出明蜀王府内河道。

## 保护利用
2023年7月20日，成都东华门遗址公园外场遗址区正式对外开放。外场遗址区设置“壮丽威仪”“水殿风来”“天府之中”三大展览单元，采用原状展示、模拟展示两种方式进行展示。
- 外场遗址区入口
- 明代蜀王宫广场遗迹
- 明代蜀王宫水道遗址
- 明代蜀王宫水道遗址
- 明代蜀王宫水道桥墩遗迹
- 明代蜀王宫水道木构建筑遗迹
- 明代蜀王宫水道踏道遗迹
- 唐代庭院
- 唐五代庭院水井遗迹
- 隋代拼花石子路遗迹
- 宋代拼花石子路遗迹

## 价值
成都东华门遗址的发现，特别是隋唐摩诃池遗迹、宋代的小路、明蜀王府内河水道的发现，为研究缺失文献记载的古代成都的城市历史格局、区域规划、建筑变迁、文化历史等提供了重要的依据；明代蜀王府是中国王府建筑的代表之一，该遗址的发现也对明代王府的研究提供了重要的样本。
巴蜀文化学者袁庭栋曾表示：“对于古代的成都，宋代是我们了解最少、最薄弱的时期之一。”同时在成都市内数次发掘出的古代城市遗址也表明古代成都中心与今市中心位置重合，故宫博物院原院长张忠培先生东华门遗址的发掘“是为成都做了一个剖面，让成都2300年来的城市发展史都能直观地展现在世人面前。”